# Plebiscito
Il plebiscito è una forma di consultazione popolare su questioni politiche fondamentali, poste di solito sotto la forma di un'alternativa fra due possibilità. Nato nel diritto romano, è stato utilizzato diverse volte anche in età moderna e contemporanea.

## Etimologia
Il termine deriva dalla lingua latina (plebiscitum), composto da plebs ("plebe", "popolo") e scitum (participio di sciscere, "stabilire"). Ha origine nell'antica Roma con il significato di "interrogazione alla classe sociale dei plebei".

## Plebiscito nella Roma antica
Nel diritto romano il plebis scitum indica la deliberazione della sola plebe riunita nei concilia plebis. Inizialmente si trattava di deliberazioni interne, con efficacia limitata ai soli plebei. Solo successivamente, in seguito all'approvazione della Lex Hortensia nel 287 a.C., si affermò il principio per cui le decisioni assunte nei concilia plebis vincolavano tutti i cittadini.
Il giurista romano Gaio nelle sue Istituzioni dà la seguente definizione di plebiscitum comparandolo all'istituto della Lex comitialis:
(Gaius, Institutiones, I, 3)
Nell'età imperiale, venendo meno la distinzione tra popolo e plebe, venne meno anche la differenza tra plebiscito e legge. I due termini furono sempre più utilizzati promiscuamente, al punto che la maggior parte dei provvedimenti legislativi del periodo, sebbene indicati dai giuristi romani come leggi, erano in realtà plebisciti.

## Il plebiscito in epoca moderna

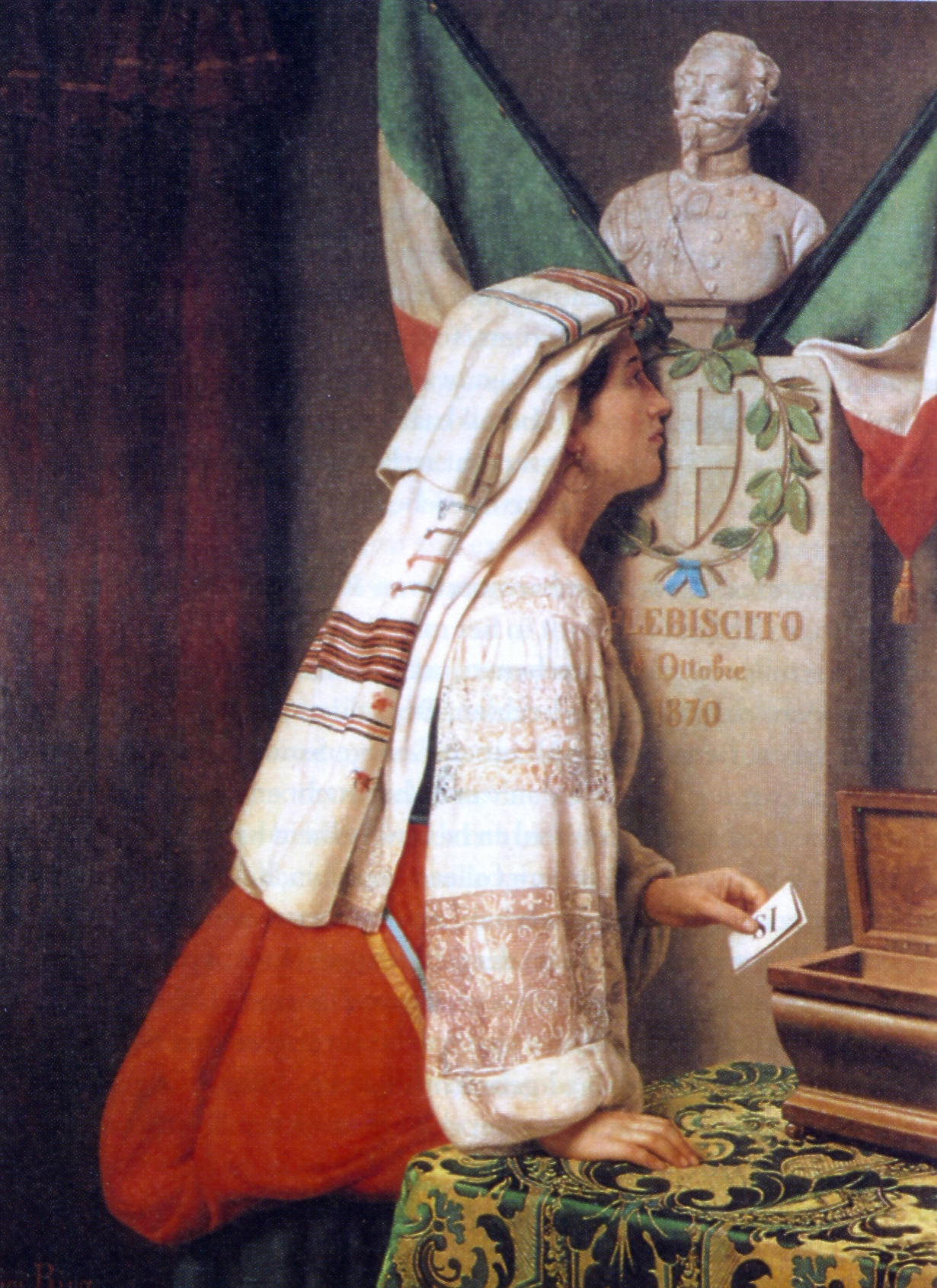
Dipinto allegorico del plebiscito romano del 1870

In epoca moderna il termine ha conservato il significato di voto popolare, distanziandosi essenzialmente dal referendum in quanto il plebiscito viene definito come scelta popolare sulla struttura dello Stato o sulle annessioni territoriali.
Nella pratica il plebiscito è stato usato storicamente più volte, come nel caso del plebiscito del 1802, con cui la Francia proclamò Napoleone Bonaparte console a vita, o del plebiscito del 1852, che proclamò Napoleone III imperatore, o dei plebisciti risorgimentali, o anche, in tempi recenti, del plebiscito cileno del 1988, per avere una legittimazione popolare a situazioni di fatto, con votazioni spesso dall'esito scontato e schiacciante. Da qui il termine plebiscitario è entrato nell'uso comune per indicare una votazione approvata a larghissima maggioranza.